# 韦尔霍维耶 (奥廖尔州)
韦尔霍维耶（羅馬化：Verkhovʹye）是俄罗斯奥廖尔州的市级镇、韦尔霍维耶区行政中心及规模最大聚居地，地处奥廖尔州东部，位于州府奥廖尔东偏南方。镇内设有同名铁路车站。
镇名意为河流上游靠近源头地区，因有河流发源于附近而命名。该地2022年人口有6,767人；2010年人口7,173；2002年人口8,071；1989年人口8,983。